# 가톨릭 (개념)
가톨릭(영어: Catholic)은 보편교회의 전통을 의미하는 용어이다. 공통적, 보편적, 보편된, 공번적, 일반적, 널리 알려진 등의 뜻을 가진 단어로 코이네 그리스어 형용사 '카톨리코스'(그리스어: Καθολικός)에서 유래했으며, 기독교(그리스도교)에서 '교회'와 함께 주로 사용해 왔다. 본래 예수 그리스도를 고백하고, 사도들이 전한 복음을 따르고 성경과 보편공의회 교리를 지키는 교회를 일컫는 용어다. 이를 따르는 교회는 가톨릭교회로 부르며, 한국어의 다른 단어인 보편교회와 의미가 같다. 개별 교회가 교회이기 위해서 지니는 보편적 형상을 보편교회라 한다. 천주교회나 정교회, 개신교회 등 거의 모든 교단은 스스로가 가톨릭 교회, 즉 보편교회의 전통을 따른다고 주장한다.
신학적으로는 예수 그리스도의 복음, 성경을 바탕으로 기독교의 단일성, 보편성, 거룩함, 사도들의 전통을 따르며 보편공의회의 신앙고백을 수용하는 정통 교회의 보편성을 가리키는 말이다. 어떤 지역의 한 교회가 신학적으로 정통적 신앙을 지녔다고 주장한다면, 그 지역 교회 안에는 보편 교회의 전통과 모습이 있어야 한다.

## 보편교회의 전통
일찍이 1세기 인물인 안티오키아의 이그나티우스가 가현설 이단과의 구분을 위해 이 용어를 사용하였다. 11세기 교회 대분열 이후에도 서방교회와 동방교회에서 서로 초대교회에서 내려온 유구한 정통성을 강조하는 용어로도 사용하며, 가장 중요한 요소의 하나로 여긴다. 그리스도교의 모든 교단은  '가톨릭' 용어를 1세기부터 현재까지 예수 그리스도가 설립한 기독교 자체를 의미하는 것으로 본다. 즉 '가톨릭'은 자신들의 교회의 정통성을 나타내며 본질을 지칭하는 가장 적절한 표현이라는 실제적 의미로 가톨릭 즉 보편이라는 명칭을 그리스도의 복음을 따르는 모든 교회가 사용한다. 서방교회나 동방교회 시기에도 상호사용하였고, 정교회나 천주교회, 개신교회도 자신 교단의 정통성을 주장할 때 사용한다.

## 모든 기독교 교단을 위한 용어
동방교회의 동방정교회도 가톨릭 전통의 교회임을 주장하며, 서방교회의 개신교회도 가톨릭 전통의 교회임을 주장한다. 서방교회의 천주교회 역시 가톨릭 전통의 교회임을 주장한다. 여기서 보편교회의 신앙이 무엇인가에 대한 입장은 서로 다르지만, 각 교단은 각자가 생각하는 보편교회의 신앙을 스스로가 가지고 있다고 주장하며 믿는다. 
유사한 원리로, 거의 모든 그리스도교 교단은 스스로를 가톨릭(보편), 이외에도 '오토독스'(Orthodox, 정통)하고, '에반젤리컬'(Evangelical, 복음적)하다고 주장한다. 그리고 동시에 해당 어휘들은 통상 특정한 교단에게 집중적으로 사용하기도 한다. '정통'이나 '오토독스'는 동방정교회를 강조하여 사용하고, '복음적'이나 '에반젤리컬'은 개신교회를 강조할 때 사용하며, '가톨릭'은 천주교를 강조하며 사용하는 식이다. 하지만, 모든 전통적 교회는 정통적이고 복음적이며, 보편적이다. 어느 교단이든 자신들이 오토독스이고 에반젤리컬이고 가톨릭이라고 주장할 수 있다.

## 같이 보기
- 가톨릭주의
- 가톨릭교회
- 공교회주의
- 보편교회주의
- 로마가톨릭주의
- 천주교회